# Проартикуляты
Проартикуляты (лат. Proarticulata) — тип вымерших докембрийских организмов, относящихся к эдиакарской биоте. На основании исследования ископаемых органических плёнок дикинсоний тип причисляют к царству животных.

## Описание
Proarticulata — двусторонне-симметричные животные, некоторые из которых внешне напоминали некоторых членистоногих, например, трилобитов. Однако от членистоногих и кольчатых червей они отличаются строением тела: сегменты сдвинуты друг относительно друга вдоль продольной оси отпечатка. Такой сдвиг можно охарактеризовать симметрией скользящего отражения (например, подобной симметрией обладает косичка из трёх прядей). На эту особенность строения некоторых вендских животных впервые обратил внимание М. А. Федонкин в 1983 году.
К типу относятся сприггина, онега, дикинсония, ёргия, вендия и др.

## Таксономия

### Класс Dipleurozoa

#### Семейство Dickinsoniidae
- Dickinsonia Sprigg, 1947

D. costata Sprigg, 1947
D. lissa Wade, 1972
D. menneri Keller 1976

### Класс Cephalozoa
- Andiva Fedonkin, 2002

A. ivantsovi Fedonkin, 2002
- Cephalonega Ivantsov et al., 2019

C. stepanovi Fedonkin, 1976
- Tamga Ivantsov, 2007

T. hamulifera Ivantsov, 2007
- Ivovicia Ivantsov, 2007

I. rugulosa Ivantsov, 2007

#### Семейство Yorgiidae
- Yorgia Ivantsov, 1999

Y. waggoneri Ivantsov, 1999
- Archaeaspinus Ivantsov 2007

A. fedonkini Ivantsov 2007
- Praecambridium Glaessner & Wade, 1966

P. sigillum Glaessner & Wade, 1966

#### Семейство Sprigginidae
- Spriggina Glaessner, 1958

S. floundersi Glaessner, 1958
- Cyanorus Ivanstov, 2004

C. singularis Ivanstov, 2004
- Marywadea Glaessner, 1976

M. ovata Glaessner & Wade, 1966

### Класс Vendiamorpha

#### Семейство Vendiidae
- Vendia Keller, 1969

V. sokolovi Keller, 1969
V. rachiata Ivantsov, 2004
- Paravendia Ivantsov, 2004

P. janae Ivantsov, 2001
- Karakhtia Ivantsov, 2004

K. nessovi Ivantsov, 2001

### Неясная группа
- Armillifera Fedonkin, 1980

A. parva Fedonkin, 1980
- Lossinia Ivantsov, 2007

L. lissetskii Ivantsov, 2007
- Ovatoscutum Glaessner & Wade, 1966

O. concentricum Glaessner & Wade, 1966

## Дикинсонии

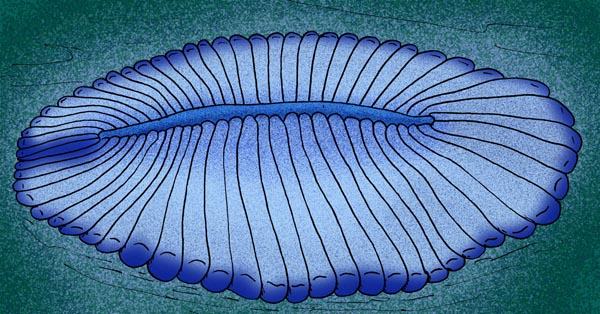
Dickinsonia costata
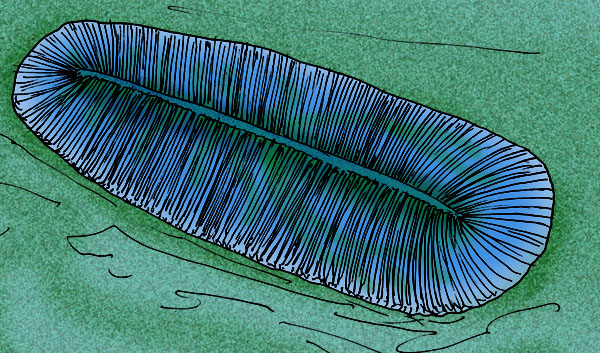
Dickinsonia rexcon
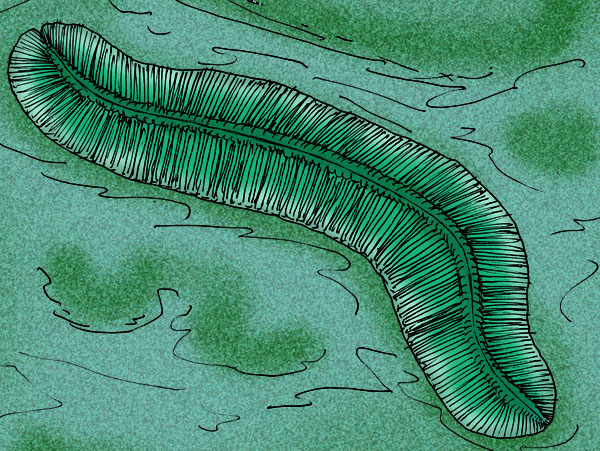
Dickinsonia lissa
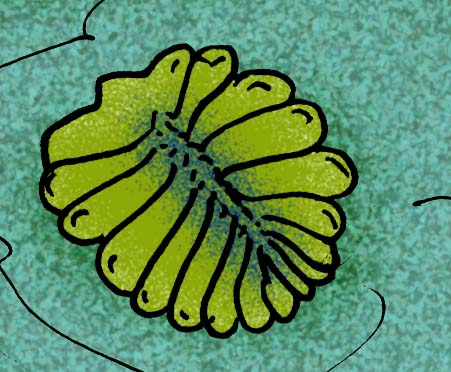
Dickinsonia menneri recon
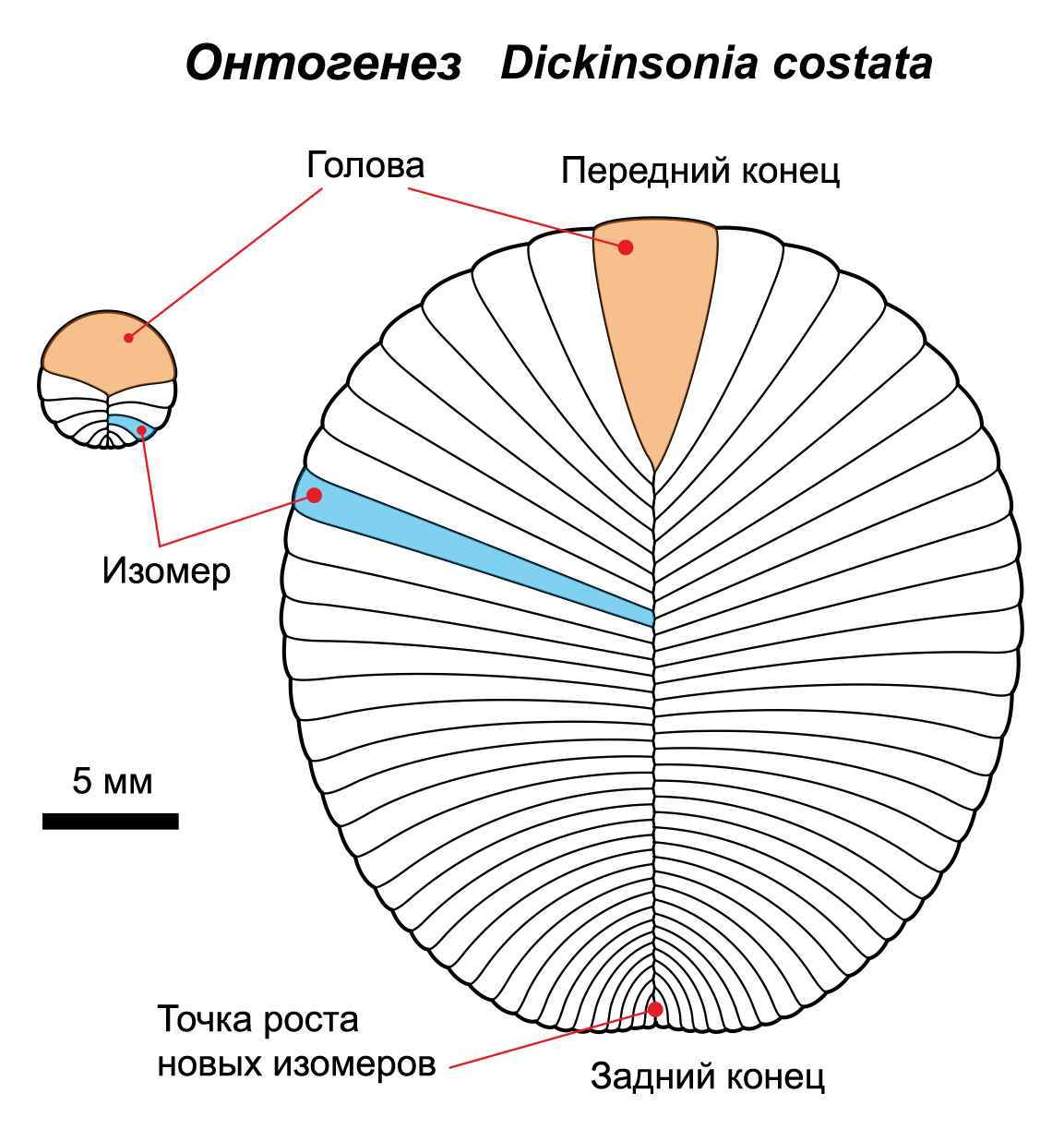
Онтогенез Dickinsonia costata